# Autokton
Autokton (af græsk autos, selv, egen og chthon, jord), et begreb der bruges om det eller dem som stammer fra et bestemt område. Begrebet bruges blandt andet i lingvistik, biologi og zoologi. Man kan eksempelvis betegne et lands indfødte befolkning som autoktone. 
I videnskabelig kontekst bruges det om alt det der stammer fra det samme område som det er fundet i.
| Biologi | Spire Denne artikel om biologi er en spire som bør udbygges. Du er velkommen til at hjælpe Wikipedia ved at udvide den. |